# Список песен Микаила Гуцериева
Список песен Микаила Гуцериева — российского бизнесмена, поэта, мецената, члена Союза писателей России, автора более 250 песен, которые исполняют популярные артисты российской эстрады.
Композиции, написанные на стихи Гуцериева неоднократно становились лауреатами различных музыкальных фестивалей и премий. Так с 2012 года они 117 раз прозвучали на «Песне года», 86 песен получили премию «Шансон года», 10 — награду «Золотой граммофон». Сам Гуцериев многократно признавался «Поэтом года» на фестивале «Песня года» (2013, 2014, 2016, 2017, 2018), Российской национальной музыкальной премии (2017, 2018, 2019, 2020, 2021, 2022, 2023), премии BraVo (2019), Национальной литературной премии «Поэт года» Российского союза писателей (2021, 2022, 2023).

## Список песен
Ниже представлен информационный список песен, написанных на стихи поэта. За его основу взяты: официальный сайт Гуцериева, изданные релизы альбомов, а также двухтомник «Поэзия Михаила Гуцериева» и нотные сборники «О любви иногда говорят» и «Притяжение звезды. Музыка вокруг стихов». В списке перечислены исполнители композиций, авторы музыки, режиссёры клипов, награды и другая информация:
|     | Название песни и ссылка на видеоклип | Исполнитель | Композитор                                                               | Режиссёр видеоклипа                   | Награды и примечания |
| --- | ------------------------------------ | --- | ------------------------------------------------------------------------ | ------------------------------------- | --- |
| 1   | Love story                           | Шуфутинский Михаил | Зубков Игорь                                                             | Демидова Наталья                      | |
| 2   | А дома зацвела сирень                | Маршал Александр | Мисин Андрей                                                             | Левитин-мл. Михаил                    | |
| 3   | Абрикосовые сны                      | Королёва Наташа | Мигдал Дина                                                              | Ткаченко Сергей                       | Исполнялась на закрытии конкурса «Новая волна-2014» |
| 4   | Азия-80                              | Покровский Максим | Покровский Максим                                                        | Фикс Дмитрий                          | |
| 5   | Алая рапсодия                        | Ростовъ Сергей | Ростовъ Сергей                                                           | —                                     | |
| 6   | Алия                                 | Группа «ПМ» | Гуцериев Михаил, Ктитарев Андрей, Соколов Александр                      | —                                     | |
| 7   | Бежит от скуки Москва                | Долина Лариса, Зебелян Гарик | Соболь Сергей                                                            | Голубев Алексей, Белошапка Константин | Лауреат фестиваля «Песня года-2022» |
| 8   | Без любви секунда — верста           | Рай Рада | Ктитарев Андрей, Гуцериев Михаил                                         | —                                     | |
| 9   | Без любви твоей не смогу             | Артур | Клименков Вячеслав                                                       | Гордеева Олеся                        | |
| 10  | Безответная                          | Самбурская Настасья | Кузнецова Дарья                                                          | Малюгов Сергей                        | Лауреат премии «Шансон года-2024» |
| 11  | Безумная                             | Зара | Кузнецова Дарья                                                          | Timó                                  | Лауреат премии «Шансон года-2022» |
| 12  | Безумные ночи                        | Маршал Александр | Покровский Максим                                                        | —                                     | Лауреат премии «Шансон года-2016» |
| 13  | Безумные ночи                        | Покровский Максим | Покровский Максим                                                        | —                                     | |
| 14  | Бессмертная Афина                    | Манолли Миа | Янковская Иллона, Ктитарев Андрей                                        | —                                     | |
| 15  | Большая любовь                       | Басков Николай, Успенская Любовь | Кохана Виктория                                                          | Ткаченко Сергей                       | Премьера на конкурсе «Новая волна-2021», лауреат Российской национальной музыкальной премии «Виктория-2021», фестиваля «Песня года-2021» и премии «Шансон года-2022»                                         |
| 16  | В доме, где живёт моя печаль         | Буланова Татьяна | Покровский Максим, Кохана Виктория                                       | Романов Рустам                        | Лауреат премии «Шансон года-2018» |
| 17  | В самый первый раз                   | Пьеха Стас | Дробыш Виктор, Леонтьев Тимофей                                          | Скобелева Мария                       | |
| 18  | В сердце бьёт молния                 | Слава | Ревтов Сергей                                                            | —                                     | |
| 19  | Венеция                              | Данко | Соколов Александр                                                        | —                                     | |
| 20  | Верни                                | Бузова Ольга | Кузнецова Дарья                                                          | Верипя Алина                          | Лауреат фестиваля «Песня года-2023»; клип на песню получил награду «Видео года 2023» на ЖАРА MEDIA AWARDS |
| 21  | Верю в гороскоп                      | Рай Рада | Зубков Анатолий                                                          | Тихонов Антон                         | Лауреат премии «Шансон года-2021» |
| 22  | Виктория — вестница                  | Руденко Артур и Алешко Виктория | Мисин Андрей                                                             | Романов Рустам                        | Лауреат премии «Шансон года-2023» |
| 23  | Виноват, прости                      | Алехно Руслан | Шаумаров Олег                                                            | Верипя Алина, Романов Рустам          | Лауреат премии «Шансон года-2022», фестиваля «Песня года-2022» |
| 24  | «Вишнёвая любовь»                    | Басков Николай | Крутой Игорь                                                             | Гусев Олег                            | Лауреат фестиваля «Песня года-2014», дважды исполнялась конкурсе «Новая волна» в 2014 и в 2019 годах |
| 25  | Вишнёвая любовь                      | Киркоров Филипп | Крутой Игорь                                                             |                                       | Премьера на конкурсе «Новая волна-2021» |
| 26  | Вишнёвые розы                        | Кобзон Иосиф | Пряжников Андрей                                                         | Солоха Александр                      | Лауреат фестиваля «Песня Года 2013» |
| 27  | Возвращение                          | Расторгуев Николай | Ткаченко Владимир                                                        | —                                     | |
| 28  | Время на крючке                      | Элина |                                                                          |                                       | |
| 29  | Время ходит назад                    | Бусулис Интарс | Резников Андрей                                                          | Солодкий Сергей                       | Лауреат фестиваля «Песня года-2020», исполнялась на конкурсе «Новая волна-2021» |
| 30  | Вышло время безумных страстей        | Шацкая Нина | Мисин Андрей                                                             | Верипя Алина                          | Лауреат премии «Шансон года-2021» |
| 31  | Гамма-бета                           | Катя Лель | Соколов Сергей                                                           | Курицын Евгений                       | |
| 32  | Гетера                               | Бурляш Михаил | Бурляш Михаил                                                            |                                       | Лауреат премии «Шансон года-2022» |
| 33  | Глаза любви                          | Покровский Максим | Покровский Максим                                                        | Фаннинг Крейг                         | |
| 34  | Голодная любовь                      | Слава | Дробыш Виктор, Леонтьев Тимофей                                          | Гросу Валентин                        | Лауреат премии «Шансон года-2022» |
| 35  | Горький вкус бузины                  | Успенская Любовь | Азаров Игорь                                                             | Голубев Алексей                       | Лауреат фестиваля «Песня года-2015» |
| 36  | Горький дождь                        | Билан Дима | Ревтов Сергей                                                            | Куприянов Алексей                     | |
| 37  | Горькое лекарство                    | Рай Рада | Киямов Рашит                                                             | —                                     | Лауреат премии «Шансон года-2017» |
| 38  | Давай разлуке запретим               | Михайлов Стас, Гвердцители Тамара | Кохана Виктория                                                          |                                       | Лауреат Российской национальной музыкальной премии «Виктория-2019», фестиваля «Песня года-2019», премии газеты «Московский комсомолец» — ZD AWARDS-2019                                                      |
| 39  | Далеко                               | Бородин Арсений | Дробыш Виктор, Леонтьев Тимофей                                          |                                       | |
| 40  | Два венца на карете                  | Басков Николай | Ревтов Сергей                                                            | Ткаченко Сергей                       | |
| 41  | Две жизни                            | Буйнов Александр | Буйнов Александр                                                         | Фикс Дмитрий                          | Лауреат фестиваля «Песня года-2012» |
| 42  | Две табуретки                        | Маршал Александр | Маршал Александр, Коновалов Евгений                                      | —                                     | |
| 43  | Девочка в белом                      | Соколова Людмила | Ткаченко Владимир, Гуцериев Михаил                                       | —                                     | |
| 44  | Девушка простая                      | Михальчик Юлия | Романоф Алексей                                                          | Романов Рустам                        | Лауреат премии «Шансон года-2019» |
| 45  | Делю любовь на доли                  | Витас | Соколов Александр                                                        | Солоха Александр                      | |
| 46  | Джанга                               | Polina | Polina                                                                   |                                       | Лауреат фестиваля «Песня года-2020» |
| 47  | Джокер                               | Михайлов Стас | Михайлов Стас                                                            | Царик Катя                            | Лауреат фестиваля «Песня года-2012» |
| 48  | Джоя                                 | Штар Рустам | Брейтбург Ким                                                            | —                                     | |
| 49  | Дикое танго                          | Афина | Ревтов Сергей                                                            | —                                     | Лауреат премии «Шансон года-2022» |
| 50  | Дикое танго                          | Вайкуле Лайма | Ревтов Сергей                                                            | Миронова Ирина                        | Лауреат фестиваля «Песня года-2013», исполнялась на открытии конкурса «Новая волна-2013» |
| 51  | Доля женская — воля мужская          | Кобзон Иосиф | Покровский Максим                                                        | Солоха Александр                      | Лауреат фестиваля «Песня года-2014» |
| 52  | Дом убит                             | Ревтов Сергей | Ревтов Сергей                                                            | —                                     | Двукратный лауреат Российской национальной музыкальной премии «Виктория-2023», лауреат премии «Шансон года-2024»                                                                                             |
| 53  | Донская бравада                      | Петровская Алёна, Росс Евгений | Антонюк Валерий                                                          | Верипя Алина                          | Лауреат премии «Шансон года-2021» |
| 54  | Дочь Востока                         | Руссо Авраам | Соколов Сергей                                                           | —                                     | |
| 55  | Друг мой слон                        | Детский хор «Новая волна-2013» | Крутой Игорь                                                             | —                                     | |
| 56  | Душа                                 | Кобзон Иосиф | Пряжников Андрей                                                         | Солоха Александр                      | Премьера на конкурсе «Новая волна-2013» |
| 57  | Душа (2019)                          | Республика, группа | Пряжников Андрей                                                         | Боловцова Екатерина                   | |
| 58  | Едва дыша                            | Фомин Митя | Дубинский Дмитрий                                                        | —                                     | |
| 59  | Ждёт меня любимая                    | Алехно Руслан | Ревтов Сергей                                                            | —                                     | Лауреат премии «Шансон года-2023» |
| 60  | Жёлтые Очки                          | Покровский Максим | Покровский Максим                                                        | Фикс Дмитрий                          | |
| 61  | Женский каприз                       | Жека | Григорьев Евгений, Ктитарев Андрей                                       | Романов Рустам                        | Лауреат премии «Шансон года-2023» |
| 62  | Живое сердце                         | Павловский Сергей | Крутой Игорь                                                             | —                                     | Лауреат фестиваля «Песня года-2023» |
| 63  | Забытая                              | Иванов Александр и группа «Рондо» | Ревтов Сергей                                                            | Ахмадов Аслан                         | Лауреат премии «Шансон года-2017» |
| 64  | Зелёный омут                         | Пьеха Стас | Ревтов Сергей                                                            | Тоидзе Гоша                           | |
| 65  | Зинаида                              | На-На, группа | Кохана Виктория                                                          | Родин Антон                           | Лауреат премии «Шансон года-2018» |
| 66  | Зимняя                               | Усланов Вадим | Усланов Вадим                                                            | —                                     | |
| 67  | Знаешь ты                            | Хор Турецкого, группа | Ктитарев Андрей                                                          | Игудин Александр                      | Лауреат фестиваля «Песня года-2017», лауреат премии «Шансон года-2017» |
| 68  | Знай                                 | Кудайбергенов Димаш | Крутой Игорь                                                             | Бадоев Алан                           | Исполнялась на фестивале «Новая волна-2019» |
| 69  | Зла не держи                         | Брежнева Вера и Север Елена | Балакшин Никита, Долгих Борис                                            | Маасик Хиндрек                        | |
| 70  | Играю в прятки на судьбу             | Буланова Татьяна | Романоф Алексей                                                          | Игудин Александр                      | |
| 71  | Иди один                             | Маликов Дмитрий | Молочник Леонид, Золотарёв Алексей                                       | —                                     | |
| 72  | Индиго                               | Киркоров Филипп | Бркич Томислав, Савин Зоран                                              | Гусев Олег                            | Лауреат фестиваля «Песня года-2015», исполнялась на конкурсе «Новая волна-2015» |
| 73  | Истамбул                             | Покровский Максим | Покровский Максим                                                        | Фикс Дмитрий                          | |
| 74  | Ищи не ищи                           | Ирина Круг | Кохана Виктория                                                          | Солодкий Сергей                       | Лауреат премии «Шансон года-2019» |
| 75  | Какими-такими                        | Республика, группа | Пряжников Андрей                                                         | Берёзин Адриан                        | |
| 76  | Календарь любви                      | Повалий Таисия | Азаров Игорь                                                             | Горов Семён                           | |
| 77  | Камень на сердце                     | Гагарина Полина | Alana da Fonseca, Jordan Yaeger                                          | Колосовский Леонид                    | Премьера на конкурсе «Новая волна-2017», лауреат фестиваля «Песня года-2017» |
| 78  | Который год                          | Ясения | Дробыш Виктор, Леонтьев Тимофей                                          | Маасик Хиндрек                        | Исполнялась на конкурсах «Новая волна-2016» и «Белые ночи Санкт-Петербурга» |
| 79  | Крестики-нолики                      | Рыбин Виктор и Сенчукова Наталья | Соколов Александр                                                        | Маасик Хиндрек                        | Лауреат фестиваля «Песня года-2015» |
| 80  | Крокодиловый народ                   | Покровский Максим | Покровский Максим                                                        | —                                     | |
| 81  | Кто любит меньше — тот умней         | Ростовъ Сергей | Ростовъ Сергей                                                           | --                                    | Лауреат премии «Шансон года-2023» |
| 82  | Кумир                                | Киркоров Филипп | Контопулос Димитрис                                                      | Пасюк Максим                          | Лауреат фестиваля «Песня года-2014», премьера на конкурсе «Новая волна-2014». Лучший клип 2014 года по версии премии MusiсBox                                                                                |
| 83  | Кусочек сладкого пломбира            | Рыбин Виктор и Сенчукова Наталья | Зубков Анатолий, Кохана Виктория                                         | —                                     | |
| 84  | Как молитва                          | Эдвард | Бакуменко Сергей                                                         | Романов Рустам                        | |
| 85  | Ладони на коленях                    | Трубач Николай | Соколов Александр                                                        | —                                     | |
| 86  | Ленинградский горьковатый хлеб       | Хор Турецкого, группа | Кохана Виктория                                                          | Романов Рустам                        | Лауреат премии «Шансон года-2021» |
| 87  | Летом на фиесте                      | Пирожков Артур | Болен Дитер                                                              | Грей Сергей                           | Премьера на конкурсе «Новая волна-2021», лауреат фестиваля «Песня года-2021» |
| 88  | Лунный гость                         | Киркоров Филипп | Романоф Алексей                                                          | Засеев Заур                           | Исполнялась на фестивале «Новая волна-2019», лауреат премии «Виктория-2019», лауреат фестиваля «Песня года-2019»                                                                                             |
| 89  | Любимый                              | Гордиенко Наталья | Cristian Treanta, Felix Popescu, Bogdan Pauna                            | —                                     | |
| 90  | Любовь — карусель                    | Ясения | Мисин Андрей                                                             | Леонид Колосовский                    | |
| 91  | Любовь — карусель                    | Фабрика, группа | Мисин Андрей                                                             |                                       | |
| 92  | Любовь — отрава                      | Жасмин и Клявер Денис | Аташ Айтекин                                                             | Бадоев Алан                           | Лауреат фестиваля «Песня года-2018», исполнялась на конкурсе «Новая волна-2018» |
| 93  | Любовь — на прицеле                  | Республика, группа | Ктитарев Андрей                                                          | —                                     | |
| 94  | Любовь — не слова                    | Басков Николай | Крутой Игорь                                                             | Ткаченко Сергей                       | Лауреат фестиваля «Песня года-2015», исполнялась на конкурсе «Новая волна-2015» |
| 95  | Любовь — сирота                      | Элина // Юлия Михальчик | Ревтов Сергей                                                            | Дмитренко Александр                   | Лауреат премии «Шансон года-2024», исполнялась на конкурсе «Новая волна-2024», лауреат фестиваля «Песня года-2024»                                                                                           |
| 96  | Любовь — упрямый сердцеед            | Михальчик Юлия | Михальчик Юлия                                                           | —                                     | Лауреат премии «Шансон года-2024» |
| 97  | Любовь без секса                     | Блёданс Эвелина | Вандрик Алексей                                                          | —                                     | Лауреат премии «Шансон года-2024» |
| 98  | Любовь бессмертна                    | Басков Николай | Романоф Алексей, Кохана Виктория                                         | Баркалая Тина                         | Лауреат фестиваля «Песня года-2020» |
| 99  | Любовь за плату                      | Левшин Александр | Левшин Александр                                                         | —                                     | Лауреат премии «Шансон года-2024» |
| 100 | Любовь у сердца в рабстве            | POLINA | POLINA                                                                   | GEX                                   | |
| 101 | Любовь уставших лебедей              | Кудайбергенов Димаш | Крутой Игорь                                                             | Бадоев Алан                           | Лауреат фестиваля «Песня года-2018», исполнялась на фестивале «Новая волна-2019», лауреат премии «Виктория-2019»                                                                                             |
| 102 | Любовь уставших лебедей              | Фабиан Лара | Крутой Игорь                                                             | —                                     | Лауреат фестиваля «Песня года-2014» |
| 103 | Любовь устало по секрету             | Любавин Сергей и Настя Николь | Дворецкий Дмитрий, Чиграков Сергей                                       | —                                     | |
| 104 | Любовь, цветом в осень московскую    | Кемеровский Евгений | Изместьев Эдуард                                                         | —                                     | |
| 105 | Мальчик-задира                       | Михайлов Стас | Михайлов Стас                                                            | —                                     | Лауреат премии «Шансон года-2016» |
| 106 | Мама                                 | Шуфутинский Михаил | Зубков Игорь                                                             | Ибрагимбеков Марат                    | |
| 107 | Мама моя милая                       | Буланова Татьяна | Ктитарев Андрей, Ревтов Сергей                                           |                                       | |
| 108 | Маскат                               | Шахзода | Соколов Сергей                                                           | —                                     | |
| 109 | Маски                                | Орбакайте Кристина | Брейтбург Ким                                                            | Миронова Ирина                        | Лауреат фестиваля «Песня года-2013», исполнялась на открытии конкурса «Новая волна-2013», дала название одноимённому альбому и концертному туру певицы                                                       |
| 110 | Матерая любовь                       | Круг Ирина | Ревтов Сергей                                                            | —                                     | |
| 111 | Мираж любви                          | Сумишевский Ярослав | Гуцериев Михаил, Янковская Илона                                         | Романов Рустам                        | Лауреат фестиваля «Песня года-2024» |
| 112 | Мне поможет весна                    | Шукенов Батырхан | Есенин Павел                                                             | —                                     | |
| 113 | Могла как могла                      | Фабрика, группа | Киямов Рашит                                                             | Serghey Grey                          | |
| 114 | Мои чувства — кружева                | Руссо Авраам | Ревтов Сергей                                                            | Игудин Александр                      | |
| 115 | Мой недописанный роман               | Попова Саша | Гуцериев Михаил                                                          | —                                     | |
| 116 | Мой поэт                             | POLINA | POLINA                                                                   |                                       | |
| 117 | Москва. Бизнес-ланч                  | Буйнов Александр | Буйнов Александр                                                         | —                                     | |
| 118 | Московская осень                     | Орбакайте Кристина | Ревтов Сергей                                                            | Солоха Александр                      | Лауреат фестиваля «Песня года-2014» |
| 119 | Московские пробки                    | Покровский Максим | Покровский Максим                                                        | Фикс Дмитрий                          | Лауреат фестиваля «Песня года-2013» |
| 120 | Моя сладкая боль                     | Кадышева Надежда и ансамбль «Золотое кольцо»                                                                                                   | Костюк Александр                                                         | —                                     | |
| 121 | Мы боимся любить                     | Валерия | Дубинский Дмитрий                                                        | Игудин Александр                      | Лауреат фестиваля «Песня года-2013», лауреат премии «Золотой граммофон-2014» |
| 122 | Мужчина мой                          | Ани Лорак | Дробыш Виктор                                                            | Юджин                                 | |
| 123 | На незнакомой ветке                  | Алмазова Ольга, Барский Михаил | Алмазова Ольга                                                           | —                                     | Лауреат премии «Шансон года-2022» |
| 124 | На перекрёстке между строк           | Рид Алла | Мерцалов Вячеслав                                                        |                                       | |
| 125 | На перекрёстке между строк           | Манолли Миа | Мерцалов Вячеслав                                                        | —                                     | |
| 126 | На синих озёрах                      | Гордиенко Наталья | Фадеев Максим                                                            | Польских Инес                         | Лауреат фестиваля «Песня года-2023» |
| 127 | Нас обрекла любовь на счастье        | Михайлов Стас | Ревтов Сергей, Михайлов Стас                                             | Бадоев Алан                           | Лауреат фестиваля «Песня года-2017», лауреат премии «Шансон года-2018» |
| 128 | Нас толкает за рамки любовь          | Олейников Максим | Олейников Максим                                                         | —                                     | Лауреат премии «Шансон года-2022» |
| 129 | Наше счастье одно на двоих           | Ланская Алёна | Кузнецова Дарья                                                          | Игудин Александр                      | Лауреат премии «Шансон года-2022» |
| 130 | Не беда горе                         | Непара | Золотарёв Алексей, Молочник Леонид, Джанибеков Ренат                     | —                                     | Лауреат фестиваля «Песня года-2014» |
| 131 | Не бойтесь любви                     | Буланова Татьяна | Костомаров Константин                                                    | Гусев Олег                            | Лауреат премии «Шансон года-2016» |
| 132 | Не верю я                            | Киркоров Филипп | Малахов Алексей                                                          | Гусев Олег                            | Премьера на конкурсе «Новая волна-2017» |
| 133 | Неверная                             | Бузова Ольга | Кузнецова Дарья                                                          | Верипя Алина                          | |
| 134 | Не звони                             | Пугачёва Алла | Ктитарев Андрей                                                          | —                                     | Лауреат фестиваля «Песня года-2016» |
| 135 | Незнакомка                           | ANTIP | Соколов Александр                                                        | —                                     | — |
| 136 | Не просто любовь                     | Семенович Анна | Кохана Виктория, Романоф Алексей                                         | Игудин Александр                      | Лауреат фестиваля «Песня года-2017» |
| 137 | Неделимые                            | Билан Дима | Ковальский Денис                                                         | Мушегян Давид                         | Премьера на конкурсе «Новая волна-2016», лауреат фестиваля «Песня года-2016», лауреат премии «Золотой граммофон-2016», премия «Высшая Лига 2016» от «Нового Радио»                                           |
| 138 | Неделимые                            | Караулова Юлианна | Ковальский Денис                                                         | Мушегян Давид                         | Премьера на конкурсе «Новая волна-2021» |
| 139 | Непогода                             | NYUSHA, ChinKong | Дунаевский Максим                                                        |                                       | Премьера на Российской национальной музыкальной премии «Виктория-2024» |
| 140 | Не расставаясь, плачу напрасно       | Тишман Марк | Ктитарев Андрей, Гуцериев Михаил                                         | —                                     | |
| 141 | Не сберёг                            | Руссо Авраам и Рай Рай | Аташ Айтекин                                                             | —                                     | |
| 142 | Несовместимая любовь                 | Пьеха Стас | Дробыш Виктор, Леонтьев Тимофей                                          | Бадоев Алан                           | Лауреат фестиваля «Песня года-2015» |
| 143 | Не суди меня, любимый                | Рай Рада | Ревтов Сергей, Гуцериев Михаил                                           | —                                     | Лауреат премии «Шансон года-2018» |
| 144 | Не троньте душу грязными руками      | Лепс Григорий | Мисин Андрей                                                             | —                                     | Лауреат премии «Шансон года-2021» и фестиваля «Песня года-2021» |
| 145 | Не пытайся повторить                 | Лазарев Сергей | Кузнецова Дарья                                                          | Литвиненко Дима                       | Лауреат фестиваля «Песня года-2023» |
| 146 | Нет слова «я»                        | Королёва Наташа | Пряжников Андрей                                                         | Солодкий Сергей                       | Лауреат фестиваля «Песня года-2015» |
| 147 | Ни твоих, ни моих                    | Олейников Максим | Олейников Максим                                                         | —                                     | |
| 148 | Ночной звонок                        | Соколовский Влад | Романоф Алексей                                                          | Шатрова Екатерина                     | |
| 149 | Ночь на облаках                      | Панайотов Александр | Ревтов Сергей                                                            | Романов Рустам                        | Лауреат фестиваля «Песня года-2018», исполнялась на конкурсе «Новая волна-2018» |
| 150 | Ночь счастливых надежд               | Долина Лариса, Басков Николай, Билан Дима, Караулова Юлианна, Хор Академии Игоря Крутого                                                       | Ревтов Сергей                                                            | Верипя Алина                          | Лауреат фестиваля «Песня года-2022» |
| 151 | О любви иногда говорят…              | Малинин Александр | Ктитарев Андрей, Гуцериев Михаил                                         | Владимир Янковский                    | Лауреат фестиваля «Песня года-2018», исполнялась на конкурсе «Новая волна-2018» |
| 152 | Обнадёжь надеждой, нирвана           | Вахтанг | Молочник Леонид, Золотарёв Алексей                                       | Милованов Борис                       | |
| 153 | Обязательно вернусь                  | Фадеев Максим | Фадеев Максим                                                            | Польских Инес                         | |
| 154 | Огонь забытых мной цитат             | Круг Ирина | Мисин Андрей                                                             | —                                     | Лауреат премии «Шансон года-2023» |
| 155 | Одиночество                          | Земляне, группа | Щукин Руслан, Балакшин Никита                                            | Голубев Алексей                       | Лауреат премии «Шансон года-2018», «Золотой граммофон-2018» |
| 156 | Одна на двоих бессонница             | Орбакайте Кристина | Романоф Алексей                                                          | Голубев Алексей                       | Композиция дала название именному альбому и концертному шоу певицы. Исполнялась на конкурсе «Новая волна-2017», лауреат фестиваля «Песня года-2017»                                                          |
| 157 | Однолюб                              | Слава | Ревтов Сергей                                                            | Грациано Альбино                      | Лауреат фестиваля «Песня года-2015» |
| 158 | Одно сердце на двоих                 | Рай Рада | Клименков Вячеслав, Ураков Олег                                          | —                                     | Лауреат премии «Шансон года-2019» |
| 159 | Озноб души                           | Михайлов Стас | Михайлов Стас                                                            | Гусев Олег                            | Лауреат фестиваля «Песня года-2013» |
| 160 | Он и Она                             | Глызин Алексей и Валерия | Дворецкий Дмитрий, Усланов Вадим                                         | Маасик Хиндрек                        | Лауреат фестиваля «Песня года-2016», лауреат премии «Шансон года-2017» |
| 161 | Она была совсем девчонкой            | Шуфутинский Михаил | Слуцкий Игорь                                                            | Александр Солоха                      | Лауреат премии «Шансон года-2018» |
| 162 | Ориентир любви                       | Гвердцители Тамара | Кохана Виктория                                                          | Гусев Олег                            | Премьера на конкурсе «Новая волна-2017», лауреат фестиваля «Песня года-2017», премии «Шансон года-2019» |
| 163 | Осенняя любовь                       | Ани Лорак | Романоф Алексей                                                          | Царик Катя                            | Лауреат фестиваля «Песня года-2015», исполнялась на открытии конкурса «Новая волна-2015» |
| 164 | Осень в Москве                       | Кемеровский Евгений | Изместьев Эдуард                                                         |                                       | Лауреат премии «Шансон года-2022» |
| 165 | Осень в Москве                       | Бандера Андрей | Бандера Андрей                                                           | Никадимов Михаил                      | |
| 166 | Осень — кошка в рыжих сапогах        | Сюткин Валерий | Мисин Андрей                                                             | Баркалая Тина                         | |
| 167 | Осень под ногами на подошве          | Королёва Наташа | Кохана Виктория, Соколов Александр                                       | Фикс Дмитрий                          | Премьера на конкурсе «Новая волна-2017», лауреат фестиваля «Песня года-2017», лауреат премии «Шансон года-2018»                                                                                              |
| 168 | Особенные слова                      | Повалий Таисия | Кохана Виктория                                                          | Ткаченко Сергей                       | Лауреат фестиваля «Песня года-2020», премии «Шансон года-2021» |
| 169 | Острой бритвой                       | Билан Дима | Кузнецова Дарья                                                          | Литвиненко Дима                       | Лауреат фестиваля «Песня года-2023», трёхкратный лауреат Российской национальной музыкальной премии «Виктория-2023», исполнялась на конкурсе «Новая волна-2024»                                              |
| 170 | Песня про любовь                     | Иванов Александр | Ревтов Сергей                                                            | Романов Рустам                        | Исполнялась на конкурсе «Новая волна-2024», лауреат фестиваля «Песня года-2024», лауреат премии «Виктория-2024»                                                                                              |
| 171 | Письмо души                          | Жук Дмитрий | Дубинский Дмитрий                                                        | —                                     | |
| 172 | Письмо души                          | Шукенов Батырхан | Дубинский Дмитрий                                                        | —                                     | |
| 173 | По камням по острым                  | Киркоров Филипп | Кохана Виктория                                                          | Ткаченко Сергей                       | Премьера на конкурсе «Новая волна-2021», лауреат Российской национальной музыкальной премии "Виктория-2021"и фестиваля «Песня года-2021»                                                                     |
| 174 | Позвони, будь посмелей               | Рубановская Мария; Фабрика, группа | Кохана Виктория                                                          | Голубев Алексей                       | |
| 175 | Позови                               | Бузова Ольга | Кузнецова Дарья                                                          | Верипя Алины                          | |
| 176 | Покажу паранойю                      | TSOY | Кузнецова Дарья                                                          | —                                     | Лауреат фестиваля «Песня года-2022» |
| 177 | Полночь                              | Кадышева Надежда и ансамбль «Золотое кольцо»                                                                                                   | Костюк Александр                                                         | —                                     | |
| 178 | Помада на щеке                       | Шуфутинский Михаил и MIA BOYKA | Кузнецова Дарья                                                          | Верипя Алина                          | Лауреат премии «Шансон года-2024», лауреат фестиваля «Песня года-2024», лауреат премии «Виктория-2024» |
| 179 | Понимаю, ты устала                   | Михайлов Стас | Михайлов Стас                                                            | Миронова Ирина                        | Лауреат фестиваля «Песня года-2015», лауреат премии «Шансон года-2017» |
| 180 | Порочен я тобой                      | Королёва Наташа и Маршал Александр | Кохана Виктория                                                          | Игудин Александр                      | Лауреат фестиваля «Песня года-2014» |
| 181 | Поручни любви                        | Волга-Волга, ВИА | Ревтов Сергей                                                            | Любимов Виктор                        | Лауреат премии «Шансон года-2021» |
| 182 | Поручни любви                        | Смыслов Юрий | Ревтов Сергей                                                            | —                                     | |
| 183 | Последнее письмо                     | Расторгуев Николай | Ревтов Сергей                                                            | —                                     | |
| 184 | Последний шаг                        | Стоцкая Анастасия | Ревтов Сергей                                                            | —                                     | |
| 185 | Правда без лица                      | Brandon Stone | Brandon Stone                                                            | Романов Рустам                        | Лауреат премии «Шансон года-2024» |
| 186 | Правда и ложь                        | Буйнов Александр | Буйнов Александр                                                         | —                                     | |
| 187 | Промежутки любви                     | Круг Ирина | Кохана Виктория                                                          | —                                     | Лауреат премии «Шансон года-2017» |
| 188 | Повторяй за мной                     | Шуфутинский Михаил и Вебер Маша | Stansfield Lisa, Devaney Ian, Morris Andy                                | Голубев Алексей                       | Лауреат премии «Шансон года-2019» |
| 189 | Пусть мне уже за 50                  | Ростовъ Сергей | Ростовъ Сергей                                                           | —                                     | Лауреат премии «Шансон года-2024» |
| 190 | Ранняя зима                          | Буйнов Александр | Семенцов Павел                                                           | Гусев Олег                            | Премьера на конкурсе «Новая волна-2017», лауреат фестиваля «Песня года-2017», лауреат премии «Шансон года-2018»                                                                                              |
| 191 | Родина                               | Пьеха Стас и Маркин Владимир | В. Дробыш, Леонтьев Тимофей                                              | —                                     | |
| 192 | Розовая нежность                     | Власова Наталия | Власова Наталия                                                          | Волев Георгий                         | Лауреат премии «Шансон года-2019» |
| 193 | Рубашка красная                      | Хабиб | Ревтов Сергей                                                            | —                                     | Лауреат фестиваля «Песня года-2023», исполнялась на конкурсе «Новая волна-2024» |
| 194 | Руки тёплые на бархате цветном       | Буйнов Александр | Молочник Леонид, Золотарёв Алексей                                       | Кончаловский Егор                     | Лауреат премии «Шансон года-2016» |
| 195 | Рядом, но не вместе                  | Ани Лорак | Кузнецова Дарья                                                          | Литвиненко Дима                       | Лауреат фестиваля «Песня года-2023» |
| 196 | Сердце — дом для любви               | Повалий Таисия | Кохана Виктория                                                          | Морозов Станислав                     | Исполнялась на конкурсе «Новая волна-2017», лауреат премии «Золотой граммофон-2017», лауреат фестиваля «Песня года-2017», лауреат премии «Шансон года-2017» и «Шансон года-2018»                             |
| 197 | Сердце в сердце                      | Качер Артём | Дубинский Дмитрий                                                        | Юджин                                 | Премьера на конкурсе «Новая волна-2024», лауреат фестиваля «Песня года-2024», лауреат премии «Виктория-2024»                                                                                                 |
| 198 | Сердце на сердце                     | Басков Николай; Билан Дима | Кохана Виктория                                                          | Ткаченко Сергей                       | Исполнялась на фестивале «Новая волна-2019», лауреат фестиваля «Песня года-2019», премии газеты «Московский комсомолец» — ZD AWARDS-2019                                                                     |
| 199 | Сделал шаг                           | Дайнеко Виктория | Бабанов Михаил, Дворянинов Игорь                                         | Денежных Геннадий                     | |
| 200 | Сильней огня                         | Жасмин | Ревтов Сергей                                                            | Солодкий Сергей                       | Исполнялась на фестивале «Новая волна-2019», лауреат фестиваля «Песня года-2019» |
| 201 | Сказка о любви                       | Рай Рада | Усланов Вадим                                                            |                                       | Лауреат премии «Шансон года-2024» |
| 202 | Сладкими губами                      | Эрденко Леонсия | Барыкин Георгий                                                          |                                       | Исполнялась на фестивале «Новая волна-2019», лауреат фестиваля «Песня года-2019» |
| 203 | Слёз умытая печаль                   | Слава | Ревтов Сергей                                                            | Пунтус Павел                          | Исполнялась на фестивале «Новая волна-2019», лауреат премии «Шансон года-2021» |
| 204 | Снова и снова                        | Михальчик Юлия | Andrew Jackson, Ashley Milton, Daniel Goudie, Ed Drewitt, Tre Jean Marie | Рустам Романов                        | Исполнялась на фестивале «Новая волна-2019», лауреат фестиваля «Песня года-2019» |
| 205 | Сон, где мы вдвоём                   | Михайлов Стас | Михайлов Стас                                                            | Голубев Алексей                       | Лауреат фестиваля «Песня года-2016» |
| 206 | Спелый мой                           | Слава | Кохана Виктория                                                          | Грациано Альбино                      | Лауреат фестиваля «Песня года-2014», премия 2015 года телеканала RU.TV за видео на эту композицию |
| 207 | Страна за нами, и мы победим         | Басков Николай, Буйнов Александр, Валерия, Зара, Иванов Александр, Клявер Денис, Королёва Наташа, Михайлов Стас, Орбакайте Кристина, Цой Анита | Покровский Максим                                                        | —                                     | |
| 208 | Старый чёрт                          | Лепс Григорий | Ревтов Сергей                                                            | —                                     | |
| 209 | С Днём рождения!                     | Басков Николай | Игорь Крутой                                                             | Романов Рустам                        | Лауреат фестиваля «Песня года-2018», исполнялась на конкурсе «Новая волна» в 2018, 2019 и 2021 годах |
| 210 | Сто недель                           | Буйнов Александр | Гуцериев Михаил, Ктитарев Андрей                                         | Гусев Олег                            | Лауреат фестиваля «Песня года-2016», исполнялась на закрытии конкурса «Новая волна-2016», Лауреат премии «Шансон года-2017»                                                                                  |
| 211 | Сто озёр и пять морей                | Слава | Кохана Виктория, Ревтов Сергей                                           | Скобелева Мария                       | |
| 212 | Странный сон                         | Клявер Денис | Ревтов Сергей                                                            | Игудин Александр                      | Лауреат фестиваля «Песня года-2013», лауреат премии «Золотой граммофон-2014», исполнялась на открытии конкурса «Новая волна-2014»                                                                            |
| 213 | Стук вагонов, стук сердец            | На-На, группа | Бабанов Михаил, Дворянинов Игорь                                         | Любимов Виктор                        | |
| 214 | Судьба                               | Лолита | Мисин Андрей                                                             | Баркалая Тина                         | Лауреат фестиваля «Песня года-2018», премии «Шансон года-2019» |
| 215 | Судный день                          | Буйнов Александр | Буйнов Александр                                                         | Фикс Дмитрий                          | |
| 216 | Сумасшедшее счастье                  | Цой Анита | Кохана Виктория                                                          | Бадоев Алан                           | Лауреат фестиваля «Песня года-2016», лауреат премии «Золотой граммофон-2017», лауреат премии «Шансон года-2017»                                                                                              |
| 217 | Счастье в долгу у несчастья          | Любавин Сергей | Ревтов Сергей                                                            | —                                     | Лауреат премии «Шансон года-2018» |
| 218 | Счастье над землёй                   | Зара | Дробыш Виктор, Леонтьев Тимофей                                          | Потапенко Алексей                     | Лауреат фестиваля «Песня года-2014» |
| 219 | Счастье ты моё                       | Алсу | Крутой Игорь                                                             | Боденко О.                            | Лауреат фестиваля «Песня года-2014» |
| 220 | Счастье ты моё                       | Ясения | Крутой Игорь                                                             |                                       | Исполнялась на фестивале «Новая волна-2019» |
| 221 | Считаю медленно до ста               | На-на, группа | Бабанов Михаил, Дворянинов Игорь                                         | Воронин Егор                          | Лауреат премии «Шансон года-2018» |
| 222 | Сыграем Шуберта                      | Судзиловская Олеся | Мисин Андрей                                                             | —                                     | |
| 223 | Танцы                                | Лорак Ани | Кузнецова Дарья                                                          | Литвиненко Дима                       | Исполнялась на конкурсе «Новая волна-2024», лауреат фестиваля «Песня года-2024» |
| 224 | Твои глаза маренго                   | Басков Николай | Дробыш Виктор, Леонтьев Тимофей                                          | Ткаченко Сергей                       | Премьера на конкурсе «Новая волна-2017», лауреат фестиваля «Песня года-2017» |
| 225 | Твоих рук родные объятья             | Повалий Таисия | Кохана Виктория                                                          | Солодкий Сергей                       | Лауреат фестиваля «Песня года-2015», лауреат премии «Шансон года-2016» |
| 226 | Твой первый                          | Качер Артём | Кокшаров Константин                                                      | Як Катя                               | Лауреат фестиваля «Песня года-2020», исполнялась на конкурсе «Новая волна-2021» |
| 227 | Твой поцелуй                         | Слава | Кохана Виктория                                                          | Солодкий Сергей                       | Лауреат фестиваля «Песня года-2018», исполнялась на закрытии конкурса «Новая волна-2018» |
| 228 | Тебя теряю                           | Гурцкая Диана | Дробыш Виктор                                                            | Колосовский Леонид                    | |
| 229 | Телефонный звонок                    | Гордиенко Наталья | Фадеев Максим                                                            | Дараджиу Богдан                       | |
| 230 | Теряю сознание                       | Валерия | Ревтов Сергей                                                            | Меньшиков Антон                       | Исполнялась на конкурсе «Новая волна-2021», лауреат фестиваля «Песня года-2021» |
| 231 | Территория Любви                     | Рай Рада | Клименков Вячеслав, Aytekin G. Atas, Soner Akalin                        | Гордеева Олеся, Мухаметзянов Виталий  | Лауреат фестиваля «Песня года-2012», лауреат премии «Шансон года-2016» |
| 232 | Только для рыжих                     | Иванушки International | Кохана Виктория, Романоф Алексей                                         | Санникова Катя                        | Лауреат фестиваля «Песня года-2020» |
| 233 | Только так                           | Григорьев Евгений | Григорьев Евгений                                                        | Романов Рустам                        | Лауреат премии «Шансон года-2018» |
| 234 | Третья попытка                       | Семенович Анна, AVAN | Кузнецова Дарья                                                          | Литвиненко Дима                       | |
| 235 | Три дня                              | Ротару София | Макаревич Олег                                                           | —                                     | Лауреат фестиваля «Песня года-2013» |
| 236 | Три слова на салфетке                | Ростовъ Сергей | Ростовъ Сергей                                                           | —                                     | Лауреат премии «Шансон года-2022» |
| 237 | Туз буби                             | Гордиенко Наталья | Киркоров Филипп, Контопулос Димитрис                                     | Царик Катя                            | Исполнялась на конкурсе «Новая волна-2021», лауреат фестиваля «Песня года-2021» |
| 238 | Ты в глаза мне посмотри              | Повалий Таисия | Кохана Виктория                                                          | Сергей Солодкий                       | Лауреат фестиваля «Песня года-2018», премии «Шансон года-2019» |
| 239 | Ты есть                              | Маршал Александр | Журавлёв Борис                                                           |                                       | |
| 240 | Ты прости                            | Маршал Александр | Азаров Игорь                                                             | —                                     | |
| 241 | Ты не суди меня                      | Сумишевский Ярослав | Ктитарев Андрей, Романоф Алексей                                         | Тихонов Антон                         | Лауреат фестиваля «Песня года-2021», премии «Шансон года-2022» |
| 242 | Ты не целуй                          | Гагарина Полина | Усланов Вадим                                                            | Родин Антон                           | Лауреат Российской национальной музыкальной премии «Виктория-2020», фестиваля «Песня года-2020», исполнялась на конкурсе «Новая волна-2021»                                                                  |
| 243 | Ты не целуй                          | Усланов Вадим | Усланов Вадим                                                            | —                                     | |
| 244 | Тяжело седому пацану                 | Медяник Владислав | Ктитарев Андрей                                                          | Левитин Михаил мл.                    | Лауреат премии «Шансон года-2021» |
| 245 | Тянет сердце руки                    | Пугачёва Алла | Покровский Максим                                                        | —                                     | Исполнялась на конкурсе «Новая волна-2015» |
| 246 | У любви свои законы                  | Зара | Романоф Алексей                                                          | —                                     | Премьера на конкурсе «Новая волна-2018», лауреат фестиваля «Песня года-2018» |
| 247 | У меня есть только ты                | Натали | Покровский Максим                                                        | Романов Рустам                        | Лауреат фестиваля «Песня года-2017» |
| 248 | Улыбка Бога радуга                   | Хор Турецкого, группа | Ревтов Сергей, Гуцериев Михаил                                           | —                                     | Лауреат фестиваля «Песня года-2016», лауреат премии «Шансон года-2016» |
| 249 | Улыбка Бога радуга                   | Малинин Александр | Ревтов Сергей, Гуцериев Михаил                                           | Янковский Владимир                    | |
| 250 | Утонувшее небо                       | Буйнов Александр | Ктитарев Андрей                                                          | Serghey Grey                          | Премьера на фестивале «Новая волна-2018», лауреат фестиваля «Песня года-2018», премии «Шансон года-2019» |
| 251 | Формула счастья                      | Валерия | Ревтов Сергей                                                            | Веренчик Алексей                      | Лауреат фестиваля «Песня года-2015», исполнялась на конкурсе «Новая волна-2015» |
| 252 | Химера                               | Киркоров Филипп | Жолтиков Олег                                                            | Гусев Олег                            | Лауреат «Российской национальной музыкальной премии-2017» в номинации «Лучшее музыкальное видео», лауреат фестиваля «Песня года-2016», премьера на конкурсе «Новая волна-2016»                               |
| 253 | Хочу твоего колдовства               | Сюткин Валерий | Мисин Андрей                                                             | Гросу Валентин                        | |
| 254 | Цвет шафрана                         | Григорьев Евгений | Лунёв Александр, Григорьев Евгений                                       | —                                     | Лауреат премии «Шансон года-2017» |
| 255 | Цветная Азия                         | Полотно Анатолий, Карманов Федя | Полотно Анатолий                                                         | —                                     | Лауреат премии «Шансон года-2022» |
| 256 | Чай с молоком                        | Повалий Таисия | Кохана Виктория                                                          | Бадоев Алан                           | Лауреат фестиваля «Песня года-2016», исполнялась на открытии конкурса «Новая волна-2016», лауреат премии «Шансон года-2017»                                                                                  |
| 257 | Черешневый закат                     | ПМ, група | Соколов Александр                                                        | —                                     | |
| 258 | Чёрная пантера                       | Киркоров Филипп | Ревтов Сергей                                                            | Засеев Заур                           | Премьера на конкурсе «Новая волна-2024», лауреат фестиваля «Песня года-2024», лауреат премии «Виктория-2024»                                                                                                 |
| 259 | Что с тобой? Как же я?               | Михайлов Стас, Повалий Таисия | Кохана Виктория                                                          | Ткаченко Сергей                       | Премьера на конкурсе «Новая волна-2021», лауреат фестиваля «Песня года-2021», лауреат премии «Шансон года-2022»                                                                                              |
| 260 | Чувства без тепла                    | Колдун Дмитрий | Гуд Кирилл                                                               | Воронин Егор                          | |
| 261 | Чужая                                | Алсу | Кузнецова Дарья                                                          | Литвиненко Дима                       | |
| 262 | Чужая любовь                         | Любавин Сергей | Ревтов Сергей                                                            |                                       | |
| 263 | Шанель (Выдумки в летнем саду)       | Круг Ирина | Дубинский Дмитрий                                                        | —                                     | Лауреат премии «Шансон года-2016» |
| 264 | Это время любви                      | Валерия | Брылин Илья                                                              | Кончаловский Егор                     | Лауреат фестиваля «Песня года-2014» |
| 265 | Этот год любви                       | Зара | Кохана Виктория                                                          | Юлдашев Баходир                       | Лауреат фестиваля «Песня года-2015» |
| 266 | Этот долгий день                     | Михайлов Стас | Михайлов Стас                                                            | Солодкий Сергей                       | Лауреат премии «Шансон года-2019», лауреат фестиваля «Песня года-2019» |
| 267 | Я буду твоя                          | Повалий Таисия | Кохана Виктория                                                          | Солодкий Сергей                       | Исполнялась на фестивале «Новая волна-2019», лауреат фестиваля «Песня года-2019» |
| 268 | Я бросил жребий                      | Клявер Денис | Романоф Алексей                                                          |                                       | Лауреат фестиваля «Песня года-2022» |
| 269 | Я жду звонка                         | Михайлов Стас | Дробыш Виктор                                                            |                                       | Лауреат премии «Шансон года-2023» |
| 270 | Я жду звонка                         | Коган Александр | Дробыш Виктор                                                            | Тоидзе Гоша                           | Лауреат фестиваля «Песня года-2014», исполнялась на открытии конкурса «Новая волна-2015», премия 2015 года телеканала RU.TV за видео на эту композицию                                                       |
| 271 | Я за тобою вознесусь                 | Гвердцители Тамара | Молочник Леонид, Золотарёв Алексей                                       | Игудин Александр                      | Лауреат фестиваля «Песня года-2016», премьера на конкурсе «Новая волна-2016», лауреат премии «Шансон года-2017»                                                                                              |
| 272 | Я знаю, мама                         | Ясения | Зубков Анатолий                                                          | Фигуров Алексей                       | Лауреат премии «Шансон года-2019» |
| 273 | Я знаю, ты горазда                   | Михайлов Стас | Гуцериев Михаил, Сергей Ревтов                                           |                                       | Премьера на конкурсе «Новая волна-2024», лауреат фестиваля «Песня года-2024» |
| 274 | Я не вернусь в любовь                | Басков Николай | Брейтбург Ким                                                            | —                                     | |
| 275 | Я не вижу солнце за ночью            | Агурбаш Анжелика | Ктитарев Андрей                                                          | —                                     | |
| 276 | Я не хочу тебя терять                | Кемеровский Евгений | Вандрик Алексей                                                          | Верипя Алина                          | Лауреат премии «Шансон года-2024» |
| 277 | Я обязательно вернусь                | Клявер Денис | Бакуменко Сергей                                                         | Солоха Александр                      | Лауреат фестиваля «Песня года-2015» |
| 278 | Я подарю тебе любовь                 | Басков Николай | Крутой Игорь                                                             | Ткаченко Сергей                       | Лауреат фестиваля «Песня года-2016», премьера на конкурсе «Новая волна-2016» |
| 279 | Я помню                              | Топалов Владислав | Ревтов Сергей                                                            | —                                     | |
| 280 | Я просто медленно люблю              | Шуфутинский Михаил | Зубков Игорь                                                             | Солоха Александр                      | Лауреат премии «Шансон года-2016» |
| 281 | Я пью наотмашь                       | Ростовъ Сергей | Ростовъ Сергей                                                           | —                                     | Лауреат премии «Шансон года-2025» |
| 282 | Я ревную                             | Олейников Максим | Олейников Максим                                                         | —                                     | Лауреат премии «Шансон года-2024» |
| 283 | Я скучаю по нам по прежним           | Лепс Григорий | Мисин Андрей                                                             | —                                     | Лауреат «Российской национальной музыкальной премии-2017» в номинации «Городской романс», исполнялась на конкурсе «Новая волна-2017», лауреат фестиваля «Песня года-2017», лауреат премии «Шансон года-2018» |
| 284 | Я счастливая                         | Гордиенко Наталья | Ревтов Сергей                                                            | —                                     | Лауреат фестиваля «Песня года-2022» |
| 285 | Я считаю шагами недели               | Орбакайте Кристина | Молочник Леонид, Золотарёв Алексей                                       | А. Бадоев                             | Лауреат фестиваля «Песня года-2019» |
| 286 | Я устала…                            | Королёва Наташа | Покровский Максим                                                        | —                                     | Лауреат фестиваля «Песня года-2016», исполнялась на открытии конкурса «Новая волна-2016» |
| 287 | Я хочу во сне летать                 | Детский хор «Новая волна» | Крутой Игорь                                                             | —                                     | |
| 288 | Я хочу зимой апреля                  | Soprano Турецкого, группа | Брылин Илья                                                              | Боченин Алексей                       | |
| 289 | Я чувства кинул на алтарь            | Лепс Григорий | Мисин Андрей                                                             | —                                     | Лауреат фестиваля «Песня года-2023», премии «Шансон года-2024», исполнялась на конкурсе «Новая волна-2024»                                                                                                   |

## Дискография
Дискография Михаила Гуцериева насчитывает 11 альбомов и 2 сборника, выпущенных на виниловой пластинке и mp3-диске.
2013 — Территория любви (2 CD + DVD). 1-й альбом
2014 — Мы боимся любить (2 CD + DVD). 2-й альбом
2014 — Поэт Михаил Гуцериев. Лучшие песни (MP3-сборник)
2015 — Это время любви (2 CD + DVD). 3-й альбом
2015 — Музыка Любви на Стихи Михаила Гуцериева (LP-сборник на виниловой пластинке)
2016 — Формула счастья (2 CD + DVD). 4-й альбом
2017 — Чай с молоком (2 CD + DVD). 5-й альбом
2018 — Сердце — дом для любви (2 CD + DVD). 6-й альбом
2019 — Ориентир любви (2 CD + DVD). 7-й альбом
2020 — Любовь уставших лебедей (2 CD + DVD). 8-й альбом
2020 — Особенные слова (2 CD + DVD). 9-й альбом
2021 — Большая любовь (2 CD). 10-й альбом
2022 — Я жду звонка (CD). 11-й альбом